# Oscil·lador Colpitts

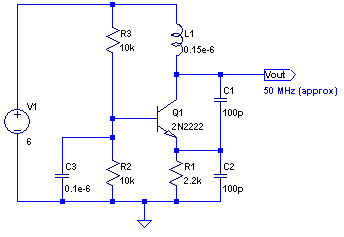
Oscil·lador Colpitts pràctic.

L'oscil·lador Colpitts és un circuit electrònic basat en un oscil·lador LC dissenyat per Edwin H. Colpitts. Es tracta d'un oscil·lador d'alta freqüència que ha d'obtenir a la seva sortida un senyal de freqüència determinada sense que hi hagi una entrada.
L'oscil·lador Colpitts és un tipus d'oscil·lador el qual és molt utilitzat en generadors de freqüència d'alta qualitat i s'usa principalment per obtenir freqüència per sobre d'1 MHz. La seva estabilitat és superior a la de l'oscil·lador Hartley. Per poder aconseguir l'oscil·lació aquest circuit s'utilitza un divisor de tensió format per dos condensadors: C1 i C2. De la unió d'aquests condensadors surt una connexió a terra. D'aquesta manera la tensió en els terminals superior de C1 i inferior de C2 tindran tensions oposades. La realimentació positiva s'obté del terminal inferior de C2 i és portada a la base del transistor a través d'una resistència i un condensador. La bobina L2 (Bobina de xoc) s'utilitza per evitar que el senyal altern passi a la font Vcc. Aquest oscil·lador s'utilitza per bandes de VHF (Very High Frecuency), freqüències que van de 30 MHz a 300 MHz. A aquestes freqüències seria molt difícil utilitzar l'oscil·lador Hartley pel fet que les bobines a utilitzar serien molt petites. La freqüència d'oscil·lació d'aquest tipus d'oscil·lador està donada per:
{\displaystyle F_{o}={\frac {1}{2\pi {\sqrt {LC}}}}}
on:
{\displaystyle C={\frac {C_{1}C_{2}}{C_{1}+C_{2}}}}
{\displaystyle L=L_{1}}
Notes:
- R1 pot ser un resistor variable (potenciòmetre) per ajustar la magnitud del senyal de la sortida que es realimenta a l'entrada.

## Anàlisi
A partir dels criteris de Barkhausen i del model equivalent del transistor es poden obtenir les següents expressions:
Freqüència d'oscil·lació:
{\displaystyle w_{o}={\frac {1}{\sqrt {L({\frac {C_{1}C_{2}}{C_{1}+C_{2}}})}}}}
Condició d'arrencada perquè el circuit comenci a oscil·lar espontàniament és la següent:
- Si el transistor utilitzat és un BJT:

{\displaystyle H_{f}e>{\frac {C_{2}}{C_{1}}}}
- Si el transistor utilitzat és un FET:

{\displaystyle Gm>0}

## Realització
A la pràctica, per evitar derives en freqüència per l'escalfament dels components, els oscil·ladors Colpitts són realitzats amb condensadors NP0, és a dir, els coeficients de temperatura són pràcticament zero. Cal evitar els condensadors ceràmics, perquè el seu coeficient de temperatura és summament elevat.
D'altra banda, la inductància no ha de ser molt petita. Valors pràctics de condensadors d'oscil·ladors Colpitts són de l'ordre dels 560 pF.